# حارة الخاصة
حارة الخاصة هي جزء من بلدة النخلة  قضاء الكورة في محافظة الشمال.